# Vlaflip

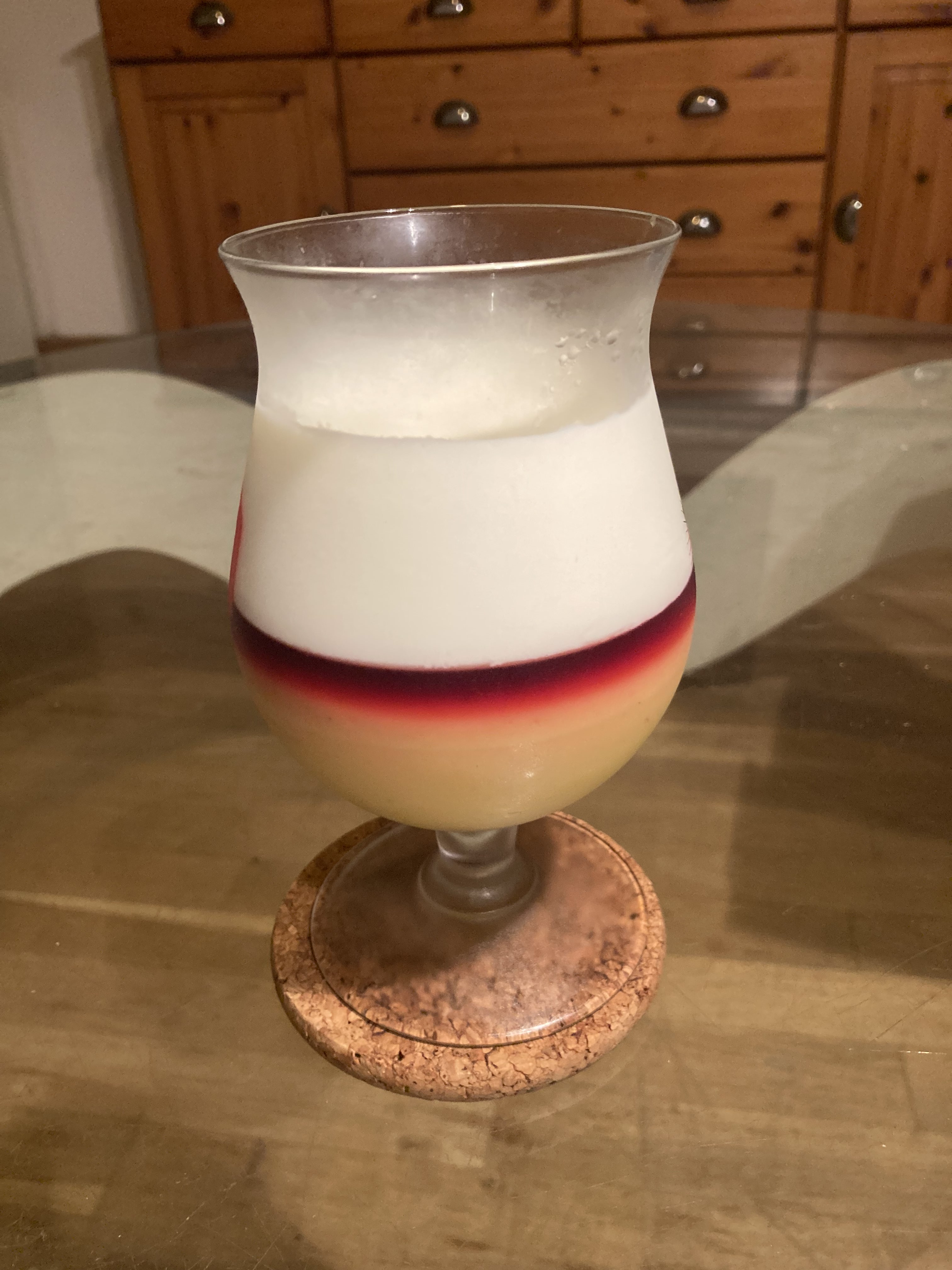
Een vlaflip

De vlaflip is een nagerecht dat bestaat uit een laag vanillevla met daar bovenop een laagje limonadesiroop en daar bovenop een even grote laag yoghurt, gepresenteerd in een hoog (limonade)glas. Later werden nog tal van varianten bedacht.

## Naam
De naam vlaflip werd in 1963 bedacht door mw. Reuvers-Ulijn uit Oss, wier echtgenoot bij zuivelfabriek Campina werkte. Campina werd een week na de start van de campagne opgericht, op 17 mei 1963, na een fusie van de zuivelbedrijven De Kempen en Ament. De naam "Vlaflip" was toen nog geen productnaam; Campina bracht het dessert later op de markt in literpakken. Ook producent Mona heeft een van zijn toetjes Vlaflip genoemd.
In een artikel van Paul Mertz van reclamebureau Prad, lid van het Genootschap voor Reclame, staat echter dat hij aanwezig was bij een vergadering in Den Haag op het kantoor van de A.V.M., de Algemene Vereniging voor Melkvoorziening. Deze vergadering was belegd om te bespreken wat de melkman zou kunnen helpen. Na het aanhoren van Harry van Grieken, directeur van Melkinrichting Van Grieken, die vertelde dat hij de huisvrouwen regelmatig een toetje aanbood bestaande uit een laagje ranja, gele vla en yoghurt, kwam Mertz spontaan met de naam vlaflip op de proppen. Deze naam werd door alle aanwezigen omarmd en de promotiecampagne ging van start. Het logo van de vlaflip werd ontworpen door Bert Arbeek en de slagzin luidde: Klaar in een wip, vla-flip.

## Promotiecampagne
Op 10 mei 1963 vond de introductie plaats en werd gepromoot door de Voorlichtingsraad Melkvoorziening. Zwart-witadvertenties werden in de dagbladen geplaatst, kleurig drukwerk kwam op melkpakken, in winkels, op melkwagens, en melkbezorgers deelden folders uit. De campagne had tot doel de bevordering van een gecombineerde afzet van vla en yoghurt.

## Schrijfwijze
Vla-flip was de oorspronkelijke schrijfwijze en werd later gewijzigd in vlaflip. 

## Oubollig of juist modern?
Neerlands Hoop in Bange Dagen zong in 1970 een lied met de titel 'Er zit een toupetje in de vlaflip' waarmee het toetje al enigszins het bedoelde moderne imago verloor.
Door Hertog ijs werd in hun commercial uit 2003 de vlaflip belachelijk gemaakt. Inmiddels stond de vlaflip zelf symbool voor oubolligheid. Het ijs van Hertog zou, volgens deze reclame, natuurlijk veel lekkerder zijn. Kantinejuffrouw Corrie, die de vlaflip heeft gemaakt in plaats van het kant-en-klare ijs dat dagelijks geserveerd werd, werd hierop gedegradeerd tot toiletjuffrouw. Niet aardig van de firma Hertog, vonden critici van deze reclame.
Door de firma Mona, producent van onder andere toetjes, wordt de inmiddels kant-en-klaar verkrijgbare vlaflip in 2005 aangeprezen met ouderwets genieten van dit overbekende, typisch Hollandse toetje.

## Wetenswaardigheden
In 2005 kreeg het Stadsgewestelijk Materieel van de Nederlandse Spoorwegen vanwege de nieuwe kleuren de bijnaam vlaflip. Een in 2005 opgeleverd met rood-gele kleurvlakken uitgevoerd flatgebouw aan de Pieter Calandlaan in Amsterdam-Osdorp heeft inmiddels ook de bijnaam vlaflip gekregen.

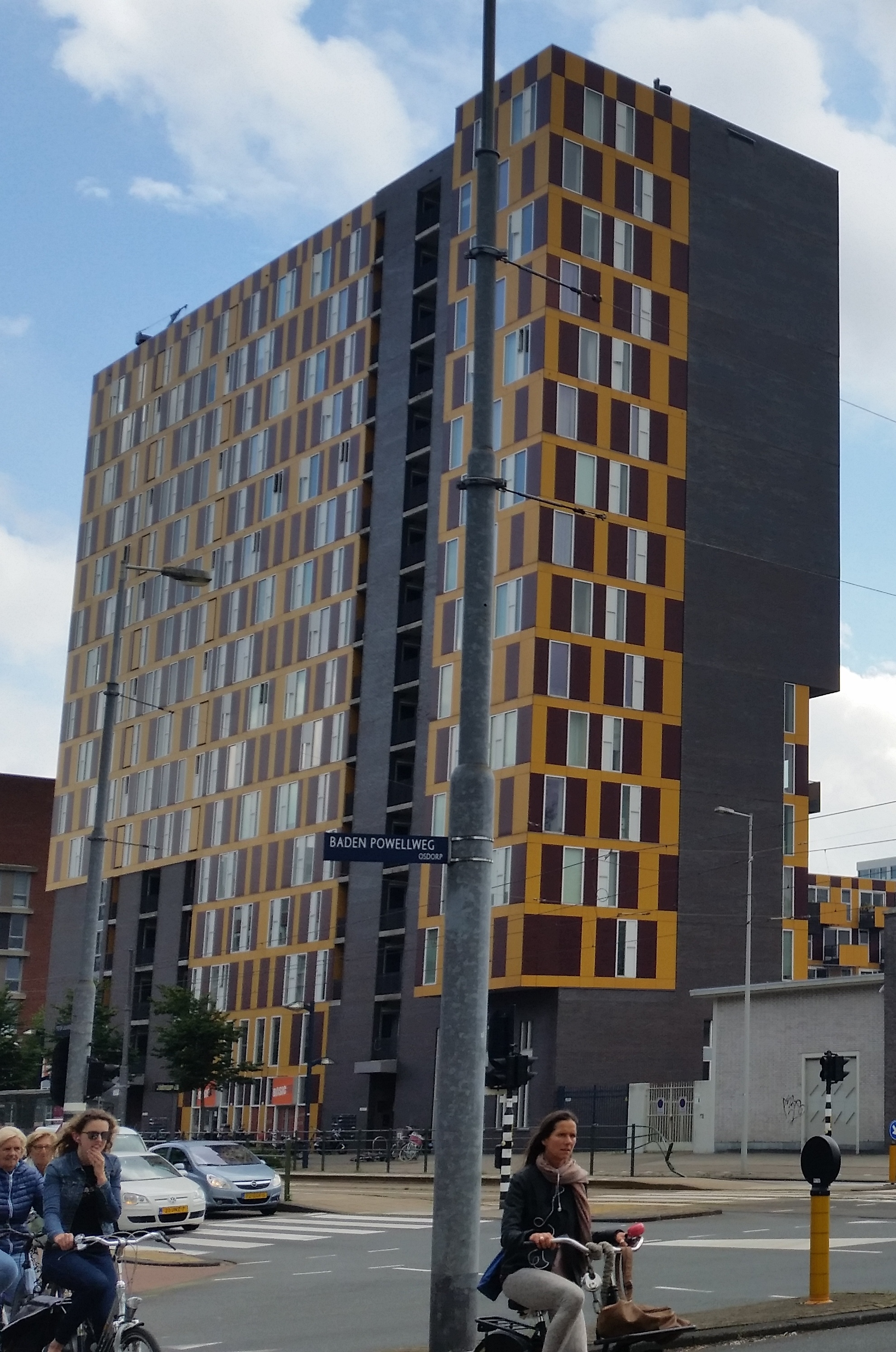
Calandtoren, bijnaam vlaflip
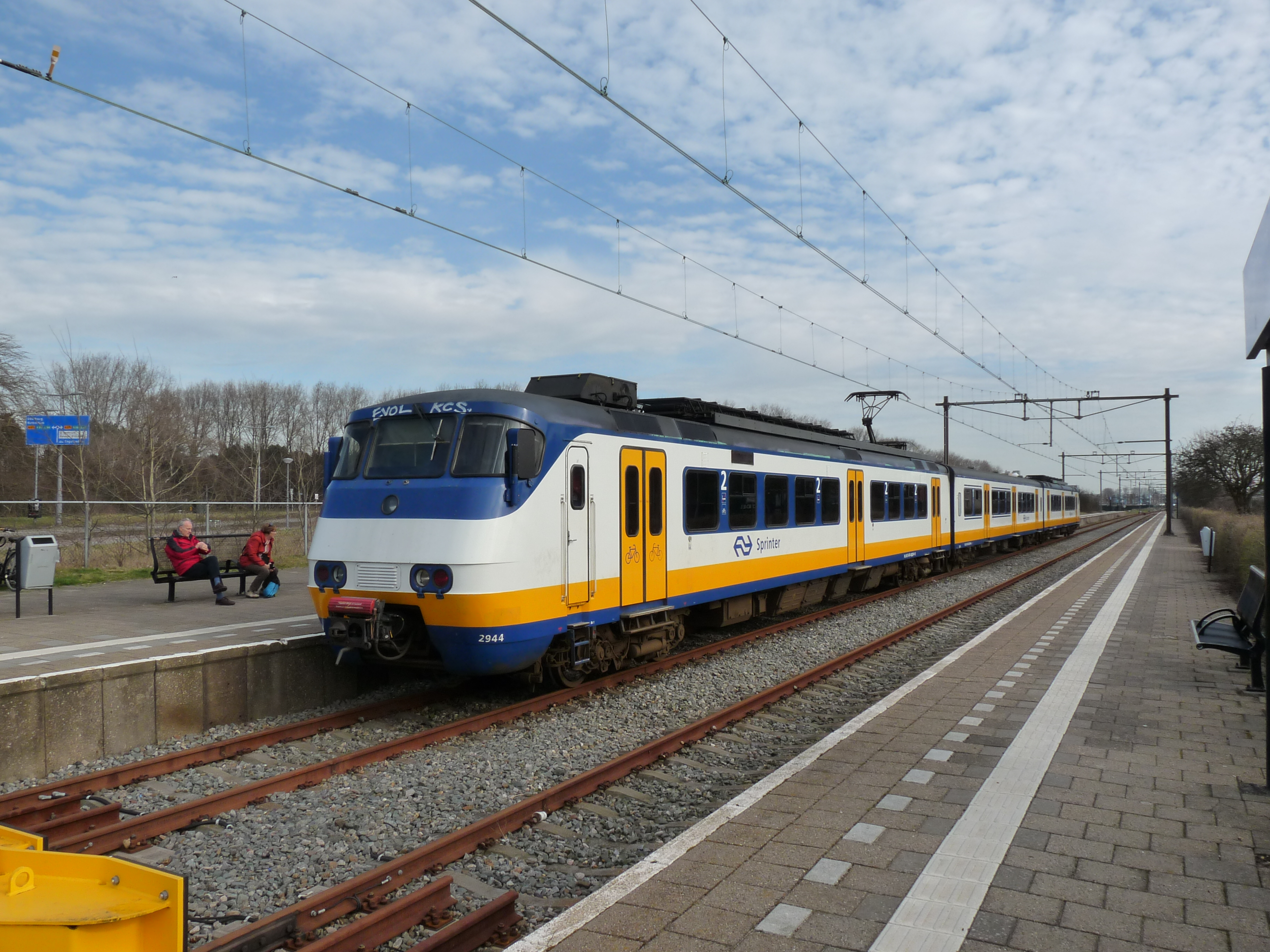
SGM materieel